# L'An Mil (telefilm)
L'An Mil és un telefilm històric francès de tres parts dirigita per Jean-Dominique de La Rochefoucauld el 1984.
Es va emetre l'any 1985 a TF1. La primera part de 57 minuts, Le Voyage, es va emetre el 30 de maig de 1985; la segona part de 39 minuts, La Bataille, es va emetre el 6 de juny de 1985 i la tercera i última part de 70 minuts, La Naissance, es va emetre el 13 de juny de 1985.
L'estructura de la història s'inspira en tres obres de l'historiador Georges Duby, La société aux s.XI-XII dans la région mâconnaise (1955), Guerriers et Paysans, s.VII–XII : premier essor de l'économie européenne (1973) i Les Trois Ordres ou L'Imaginaire du féodalisme (1978).

## Repartiment
- Aurélien Recoing : Guillaume
- Valérie Dréville : Judith
- Patrick Raynal : Roland, el cap de la vila.
- Christophe Odent: Benoît, el ferrer
- Gilles Amiot: André, el sacerdot
- Sophie de La Rochefoucauld: Jeanne
- Simon Choffe: Mark
- Carole le Moal: Bertha
- Thierry Vidal: l'adolescent
- Gilbert Gilles: Gilles
- André Marcon: el miner
- Patrice Icart: el primer pastor
- Raymond Duplan: el segon pastor
- Bernard Pichon: el tercer pastor
- Jean-Louis Vidal: el guia
- Lucie Pichon: l'àvia
- Jean-Claude Lambillon: Renaud

## Rodatge
La pel·lícula per a televisió es va rodar entre 1982 i 1983 a Ancida i Gushen als Alts Pirineus i a Vathcrabèra i a Sant Bertran de Comenge a l'Alta Garona així com als estudis de Bry-sur-Marne.